# دیوید هانسن
دیوید هانسن (انگلیسی: David Hanssen؛ زادهٔ ۱۳ نوامبر ۱۹۷۶) بازیکن فوتبال اهل نروژ است.
از باشگاه‌هایی که در آن بازی کرده‌است می‌توان به باشگاه فوتبال وولرنگا اشاره کرد........